# 鈴木幹雄 (教育学者)
鈴木 幹雄（すずき みきお、1952年- ）は、教育学者。神戸大学名誉教授、関西福祉大学名誉教授。

## 人物・来歴
静岡県に生まれる。広島大学教育学研究科教育哲学講座卒、小笠原道雄教授のもと学ぶ。
1985年、神戸大学発達科学部助教授、2005年、同教授、2007年、人間発達環境学研究科教授、2017年、定年退職。同年、関西福祉大学教育学研究科研究科長・教授、2022年、同退職。
18世紀フランス教育思想史研究から始まり、その後、ドイツ語圏の新教育の思想・歴史研究並びに、ドイツ芸術アカデミー改革史・理論史の研究、とりわけバウハウス研究に従事。
現在、19-20世紀の教育者・教育学者らの、教育的・教育学的遺産について、ドイツ、フランス、アメリカの教育学を中心に研究している。

## 著書
単著・編著書
- ドイツにおける芸術教育学成立過程の研究―芸術教育運動からG・オットーの芸術教育学へ―, 風間書房（2001）.
- バウハウスと戦後ドイツ芸術大学改革, 長谷川哲哉と共編著,風間書房（2009）.
- 子どもの心に語りかける表現教育―多様なアプローチと発想に学ぶ, 長谷川哲哉と共編著, あいり出版（2012）.
- 表現教育にはそんなこともできるのか―教師達のフレクシブルなアプローチに学ぶ, 佐藤昌彦と共編著, あいり出版（2014）.
- 亡命ドイツ人芸術大学長達の戦後芸術アカデミー改革, 編著, 風間書房（2014）.
- ドイツ新教育運動と学校教育学の成立―その歴史と理論, NPO瑞浪芸術館（2015）.
- 二〇世紀ドイツにおける造形表現舷研究と発想法教育学―シュトゥットガルト, バウハウス, J・イッテンの系譜―, 編著, 風間書房（2020）.

共著
- 近代教育思想の展開, 小笠原道雄編著, 福村出版, pp.266-283（2000）（担当章：第16章）.
- 「教科等の構成と開発に関する調査研究」研究成果報告書, 国立教育政策研究所, pp.49～61（2003）（担当章：（16））.
- 諸外国の教育課程 (２)―教育課程の基準及び各教科等の目標・内容構成等―, 国立教育政策研究所, pp.174-175, 206～207（2007）（平成18年度調査研究*特別推進経費調査研究報告書）（担当：ドイツ,図画工作・美術系教科）.
- 教育的思考の作法２　教育学概論, 小笠原道雄監修, 福村出版, pp.182-195（2008）（担当章：第９章）.
- 教育哲学の課題「教育の知とは何か」―啓蒙・革新・実践, 小笠原道雄編, 福村出版, pp.124-138（2015）（担当章：第７章）.